# Carlo Bossoli
Carlo Bossoli (* 6. Dezember 1815 in Davesco-Soragno (Lugano); † 2. August 1884 in Turin) war ein Schweizer Maler, Lithograf, Illustrator und Karikaturist.

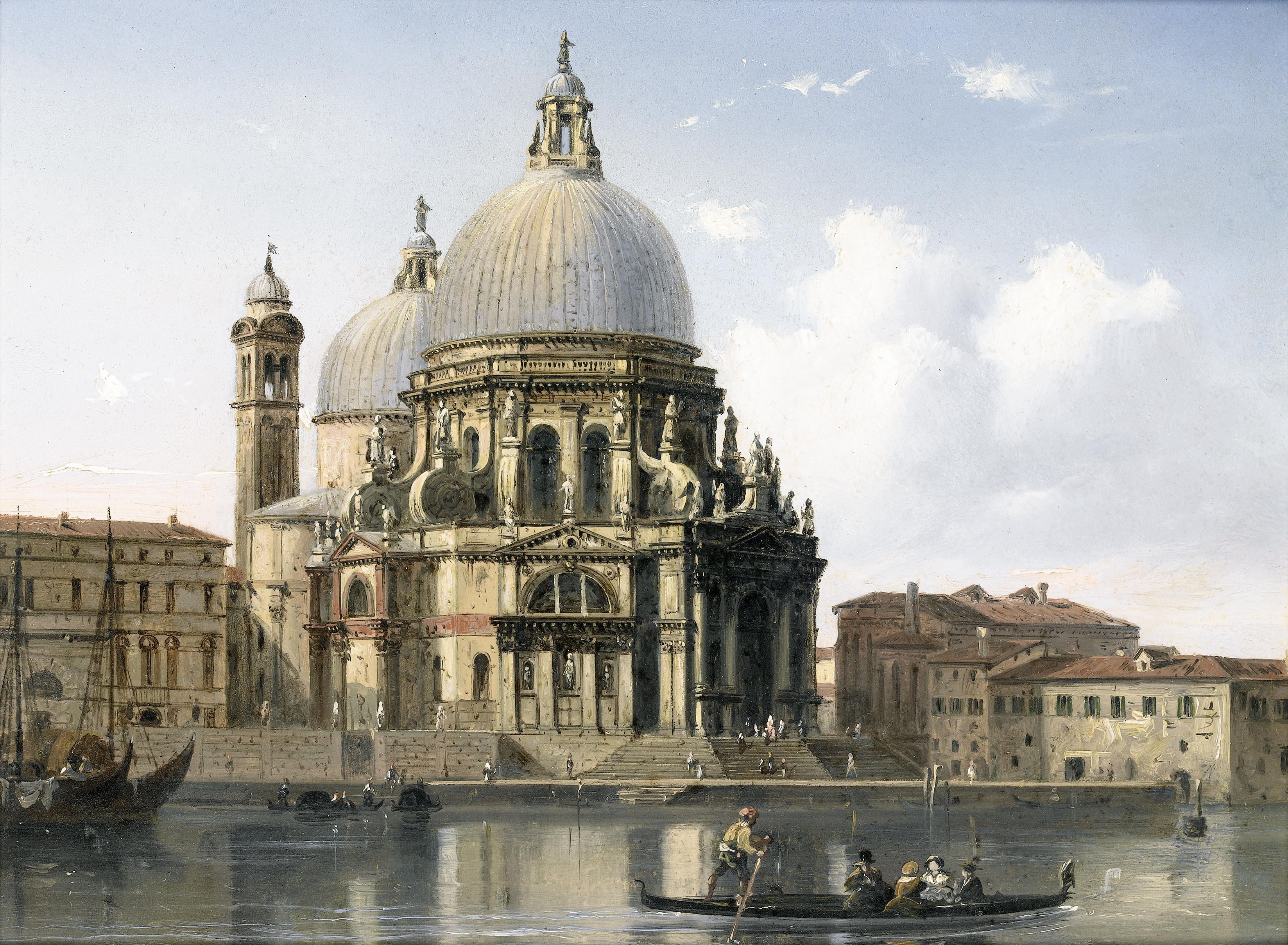
Carlo Bossoli: Santa Maria della Salute in Venedig

## Leben und Wirken
Carlo Bossolis Vater war Steinmetz italienischer Herkunft und arbeitete in der Schweiz, wo sein Sohn Carlo geboren wurde. Im Jahr 1820 zog seine Familie um, um Arbeit in Odessa anzunehmen. Bis 1826 besuchte Carlo Bossoli die Kapuzinerschule. Danach war er in einem Antiquitätenladen beschäftigt.

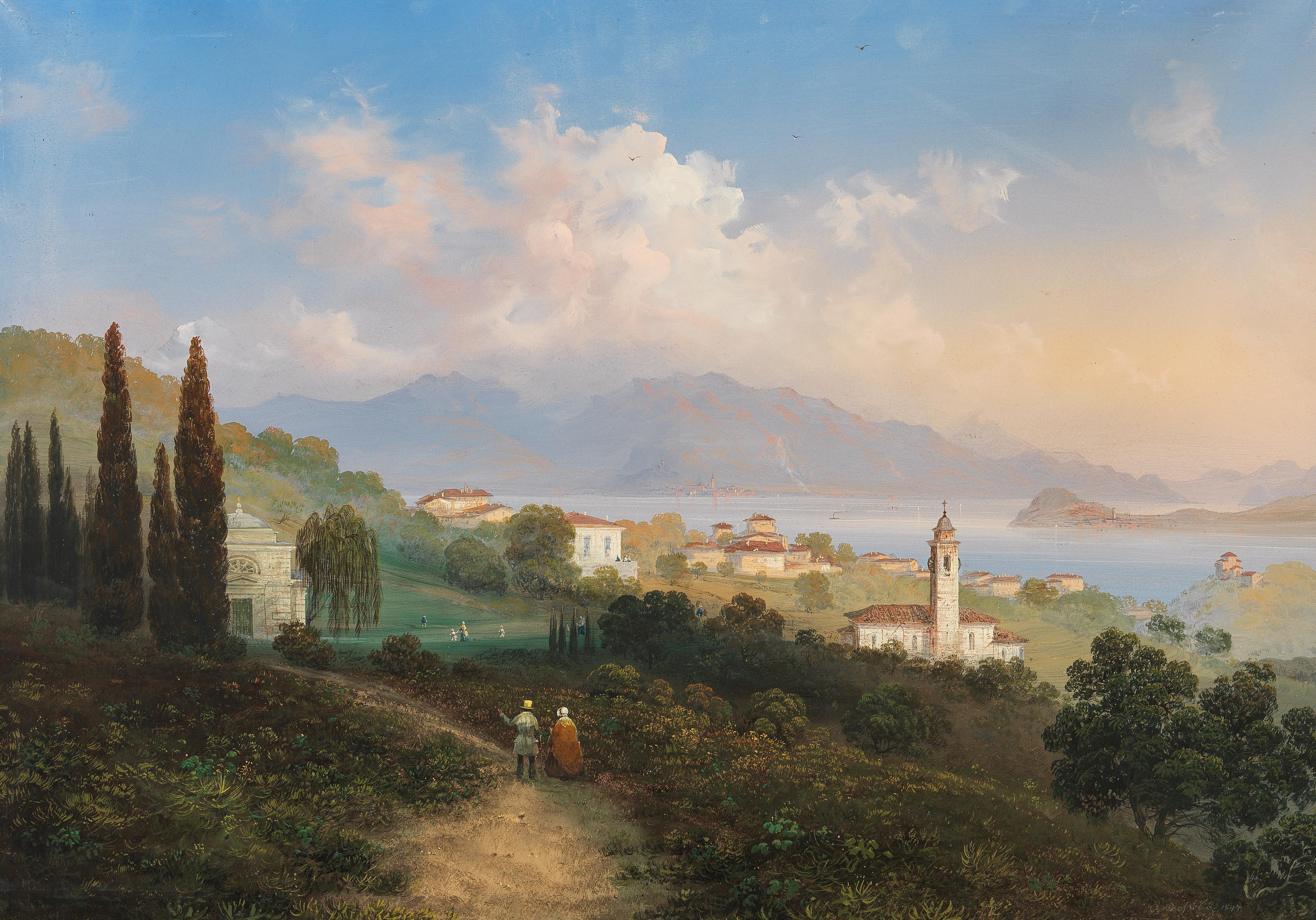
Carlo Bossoli: Ein Blick auf den Comer See und Menaggio, mit Punta di Bellagio auf der rechten Seite (1847)

1828 wurde er von der Oper von Odessa als Assistent von Rinaldo Nannini angestellt, einem Bühnenbildner, der an der Scala in Mailand bei Alessandro Sanquirico (1777–1849) studiert hatte. Er begann 1833 mit dem Verkauf seiner Bilder. Sein Vater starb drei Jahre später und Carlo Bossoli wurde der einzige Ernährer seiner Familie.
Seine Arbeit zog die Aufmerksamkeit von Fürst Michail Semjonowitsch Woronzow auf sich, der ihn beauftragte, mehrere Ansichten von Odessa zu malen. Fürstin Elizabeta Ksawerewna Branitzkaja war beeindruckt von seinen Fähigkeiten und ließ ihn von 1839 bis 1840 in Italien studieren. In denselben Jahren unternahm er seine erste Reise nach Rom, Neapel und Mailand. Ab 1840 wohnte er im Woronzow-Palast in Alupka. 1843 folgte ein zweiter Aufenthalt in Italien. Von 1844 bis 1853 lebte er in Mailand. Er besuchte oft die Schweiz und auch Spanien, Marokko, Großbritannien, Frankreich, Norwegen und Deutschland.
Von der österreichischen Regierung gezwungen, Mailand zu verlassen, zog er nach Turin, wo er lebenslang blieb. Hier malte er auch die Ansichten der Eisenbahnstrecke Turin–Genua, aus der fünfzehn Lithografien stammen. 1855 veröffentlichte er das Album Illustrazioni di Crimea, das auf jugendlichen Erinnerungen basierte.
1856 war er Gast der Königin Victoria und im Auftrag von Prinz Eugen von Savoyen-Carignano Maler der Risorgimento-Feldzüge von 1859, 1860 und 1861. 1862 wurde er zum „königlichen Geschichtsmaler“ ernannt. 1883, im Alter von 68 Jahren, heiratete er die 21-jährige Adelaide de Carolis.
Sein Cousin Francesco Edoardo Bossoli (* 1830 in Odessa; † 1912 in Turin) wurde ebenfalls Maler.